# スーパーバスケットボール
『スーパーバスケットボール』 (英: Super BasketBall) は、コナミが1984年9月に発売した業務用ビデオゲーム。バスケットボールを題材にしたスポーツゲームで、劣勢に立たされたチームを操作して制限時間内に相手チームの得点を上回り、逆転勝利を目指す内容となっている。

## 概要
コナミ初のバスケットボールゲーム。8方向レバーで選手を操作し、3つのボタンをそれぞれドリブル、パス、シュートに使用する。 
自チームが100対115の15点差、もしくは、70対78の8点差（ディップスイッチで設定変更）で負けている状況からゲームがスタートする。ここから残り時間1分で逆転勝利をおさめることがクリアの条件（引き分けの場合、敗北扱いとなる）。
プレイヤー側は常にオフェンス側での操作となり、ディフェンス側での操作はない。シュートを3ポイントラインより内側で決めれば2点、外側で決めれば3点入る。相手にボールを取られるなどのミス、またはファウルをすると制限時間が減り、逆にシュートを決めると制限時間が5秒プラスされる。相手がファウルした場合はフリースローの権利を得られる。試合はこちらが点数を逆転した時点で勝利扱いとなり、残った制限時間に応じてゲームスコアが入る。
なお、相手との得点差は、試合を勝ち進めるほど、どんどん開いていく。その他、2試合勝ち進む毎に、制限時間内により多くのシュートを決めるチャレンジングステージが開始、決めたシュートの本数に応じてゲームスコアが獲得できる。
1984年春頃に『アミューズメントライフ』誌や『ゲームマシン』紙に掲載された広告では、本作はコナミ・スポーツ・シリーズ第3弾として紹介されていた。

## 移植
| タイトル                                        | 発売日            | 対応機種                      | 開発元                | 発売元                           | 販売形態・メディア                | 備考                                |
| ----------------------------------------------- | ----------------- | ----------------------------- | --------------------- | -------------------------------- | --------------------------------- | ----------------------------------- |
| コナミ アーケード コレクション                  | 2007年3月15日     | ニンテンドーDS                | M2 (移植担当)         | コナミデジタルエンタテインメント | パッケージ販売 （DSカード）       | オムニバスの1本として収録。         |
| Super Basketball                                | INT 2010年9月1日  | Xbox 360 Microsoft Windows    | Krome Studios         | Microsoft Game Studios           | ダウンロード販売・DLC (Game Room) | 配信終了                            |
| アーケードアーカイブス スーパーバスケットボール | INT 2025年7月17日 | PlayStation 4 Nintendo Switch | ハムスター (移植担当) | ハムスター                       | ダウンロード販売                  | 『アーケードアーカイブス』の1作品。 |

## 関連作品
- ダブルドリブル（英語版）（1986年）

コナミのバスケットボールゲーム2作目で、やはり最初にネームエントリーを行う。こちらは普通に0対0の状態で試合が始まり、ダンクシュートを決める時にはその様子の拡大画面に切り替わる特徴も持っていた。
1987年には『エキサイティングバスケット』のタイトルでディスクシステムに移植された。